# Irene Camber
Irene Camber   (Trieste, 12 de febrer de 1926 - Lissone, 23 de febrer de 2024) va ser una tiradora d'esgrima italiana especialista en floret, que va competir entre les dècades del 1940 i 1960.
Durant la seva carrera esportiva va prendre part en quatre edicions dels Jocs Olímpics d'Estiu, el 1948, 1952, 1960 i 1964. No va poder disputar els Jocs de 1956 perquè estava embarassada. El 1952, als Jocs de Hèlsinki, guanyà la medalla d'or en la prova floret individual en imposar-se de manera ajustada a la dues vegades campiona olímpica Ilona Elek. Als Jocs de Roma de 1960 guanyà la medalla de bronze en la prova del floret per equips.
En el seu palmarès també destaquen vuit medalles al Campionat del món d'esgrima, dues d'or, una de plata i cinc de bronze, entre les edicions de 1952 i 1962, així com dos campionats italians, el 1953 i 1954
Una vegada retirada va exercir d'entrenadora de la selecció nacional italiana als Jocs de Múnic de 1972.